# Натали Сарот
Натали Сарот (рођена као Natalia Ilinichna Tcherniak) (рус. Ната́лья Ильи́нична Черня́к); 18. јул [по јулијанском 5. јул] 1900. – 19. октобар 1999) била је француски писац и правник.

## Лични живот
Натали Сарот је рођена у Ivanovo-Voznesensk (данас Иваново), 300 km североисточно од Москве. Била је ћерка Паулине (рођене Chatounovsky), књижевнице, и Ilya Tcherniak-а, хемичара. Била је руског јеврејског порекла. Након развода родитеља, детињство је провела између Француске и Русије. 1909. године преселила се са оцем у Париз. Сарот је студирала право и књижевност на престижној Сорбони, имајући посебну наклоност према савременој књижевности и делима Марсела Пруста и Вирџиније Вулф, који су у великој мери утицали на њену концепцију романа. Касније је студирала историју на Оксфорду и социологију у Берлину, пре него што је положила Правосудни испит за француски језик (1926–1941) и постала правник.
Године 1925. удала се за Raymond Sarraute, колегу адвоката, са којим ће имати три ћерке. 1932. године написала је своју прву књигу Tropismes серију кратких скица и сећања која су дала тон читавом њеном опусу. Роман је први пут објављен 1939. године, иако је утицај Другог светског рата успорио његову популарност. 1941. године, Натали Сарот, која је била Јеврејка, било јој је забрањено да ради као адвокат као резултат антијеврејских закона Вишијевог режима. Током тог времена, она се сакрила и договорила развод од свог супруга у покушају да га заштити (мада би на крају остали заједно).
Натали Сарот је умрла у 99. години у Паризу у Француској. Њена ћерка, новинар Claude Sarraute, била је удата за француског академика Jean-François Revelа.

## Каријера
Сарот се посветила књижевности, а њено најистакнутије дело је Портрет непознатог човека (1948), дело коме је аплаудирао Жан-Пол Сартр, који га је славио као "анти-роман" и који је такође дао свој предговор. Упркос тако високим критичким похвалама, дело је само привукло упућене књижевне инсајдере, као и њен наставак, Martereau.
Саротов есеј Доба сумње (L'Ère du soupçon, 1956) служио је као главни манифест за књижевни покрет нови роман, заједно са Alain Robbe-Grillet-ом. За нови роман Сарот је, заједно са Robbe-Grillet-ом, Клод Симон-ом, Маргерит Дирас и Michel Butor-ом, постала једна од личности која је највише повезана са успоном овог новог писменог тренда, који је тежио да радикално трансформише традиционалне наративне моделе лика и радње. Сарот је 1963. награђена наградом "Prix international de littérature" за роман Златни плодови, што је довело до веће популарности и изложености ауторке. Исте године Сарот је такође почела да ради као драматург, написавши укупно шест драма, укључујући Le Silence (1963), Le Mensonge (1965) и Elle est là (1993). Као резултат све веће популарности и јавног приступа Сарот, позвана је да говори на бројним књижевним догађајима како у својој родној земљи Француској, тако и у иностранству.
Саротова дела, укључујући романе Између живота и смрти (1968), Употреба говора (1980) и Не волиш себе (1989), преведена су на више од 30 језика. Њен рад се често назива „тешким“, као резултат експерименталног стила и напуштања традиционалних књижевних конвенција. Сарот је прославила смрт књижевног „лика“ и свој примарни нагласак ставила на стварање верног приказа психолошких феномена, као у њеној новели Златни плодови, која се у потпуности састоји од унутрашњих монолога, и роману Планетаријум (1959), који фокусира се на младићеву опсесију усељењем у теткин стан. Стално променљиве перспективе и гледишта у делу Натали Сарот подривају ауторову руку, истовремено прихватајући нескладност проживљеног искуства.
За разлику од релативне тежине Саротових романа, њени мемоари Детињство сматрају се лакшим штивом. Написана када је имала више од осамдесет година, Саротова аутобиографија тешко да је једноставан мемоар, јер оспорава сопствену способност да се тачно присећа своје прошлости током рада. Осамдесетих година 20. века аутобиографија је адаптирана у бродвејску представу у једном чину у којој глуми Глен Клоуз. Проблеми с памћењем које је Сарот истакла у својој аутобиографији пренели су се до њеног последњег романа Овде, објављеног 1995. године, у којем ауторка истражује низ егзистенцијалних питања која се односе на безобличност индивидуалне и друштвене стварности.
Агнес Варда посветила јој је свој филм Sans toit ni loi (Vagabonde) из 1985. године.

### Романи
- Tropismes / Tropisms / Тропизми (1939; ревидирано 1957)
- Portrait d’un inconnu / Portrait of a Man Unknown / Портрет непознатог човека (1948; ревидиран 1956)
- Martereau (1953)
- Le Planetarium / The Planetarium / Планетаријум (1959)
- Les Fruits d'or / The Golden Fruits / Златни плодови (1963)
- Entre la vie et la mort / Between Life and Death / Између живота и смрти (1968)
- Vous les entendez ? / Do You Hear Them? / Чујете ли их? (1972)
- « disent les imbéciles » / “fools say” / „Будале кажу“ (1976)
- L’Usage de la parole / The Use of Speech / Употреба говора (1980)
- Enfance / Childhood / Детињство (1983)
- Tu ne t’aimes pas / You Don’t Love Yourself / Не волиш себе (1989)
- Ici / Here / Ево (1995)
- Ouvrez / Open / Отвори (1997)

### Позориште
- Le Silence Silence / Silence / Тишина (1964)
- Le Mensonge / The Lie / Лаж(1966)
- Isma, ou ce qui s’appelle rien / Izzum (1970)
- C’est beau / It’s Beautiful / То је прелепо (1975)
- Elle est là / It Is There (1978)
- Collected Plays / Сабране представе (Укључује То је тамо, Прелепо је, Изум, Лаж, Тишина) (1980)
- Pour un oui ou pour un non / For No Good Reason (1981)

### Есеји
- L'Ère du soupçon / The Age of Suspicion: Essays on the Novel / Доба сумње: есеји о роману (1956)